# Edith Hamilton
Pour les articles homonymes, voir Hamilton.
Edith Hamilton, née le 12 août 1867 à Dresde alors dans la Confédération de l'Allemagne du Nord et morte le 31 mai 1963 à Washington aux États-Unis, est une enseignante, helléniste, historienne américaine d'origine allemande.
Spécialiste de la mythologie grecque et de la Grèce antique, elle est à une certaine époque l'une des classicistes les plus renommées aux États-Unis.

## Biographie

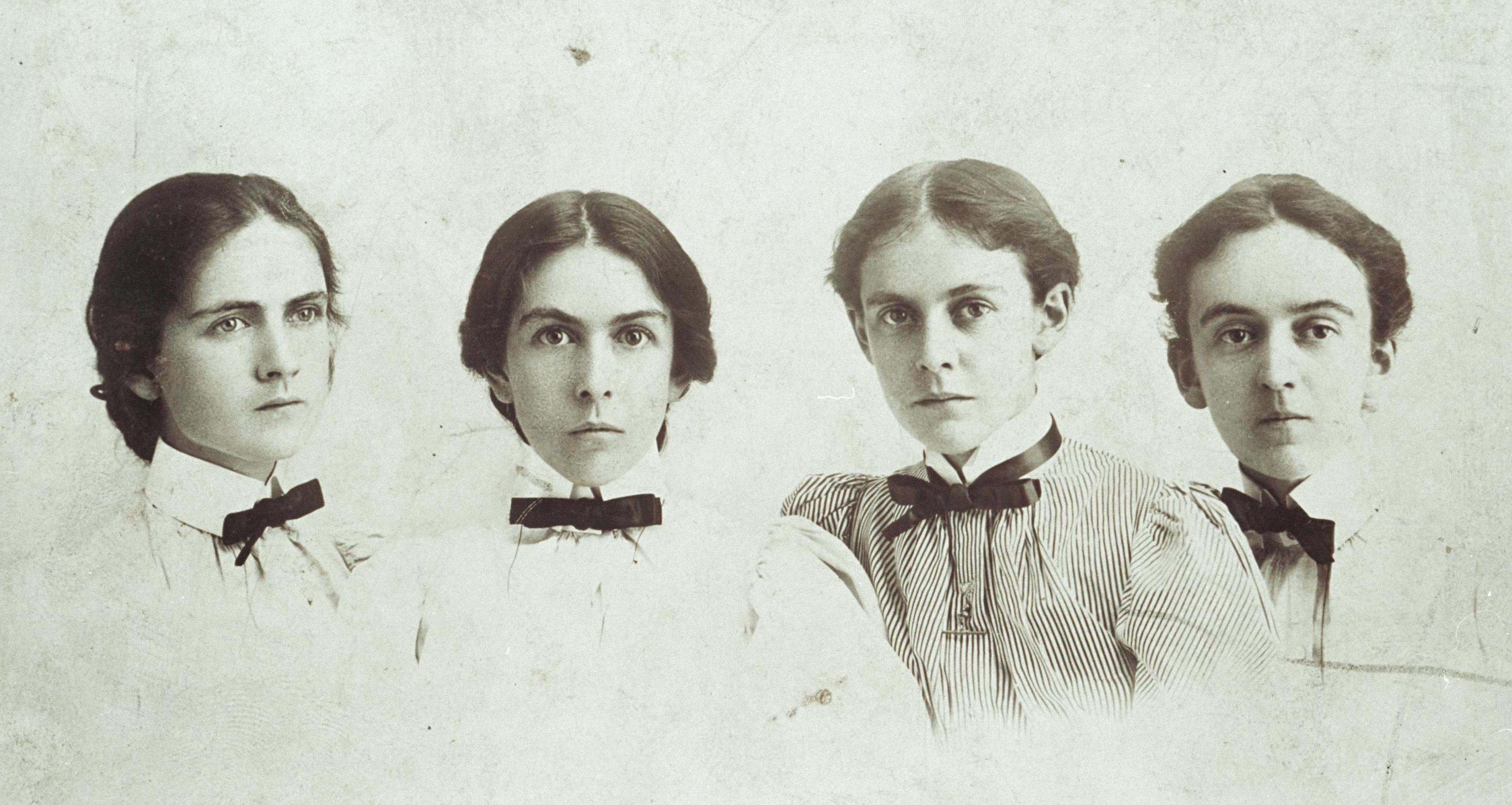
Les sœurs Hamilton : Edith, Alice, Margaret et Norah.

Edith Hamilton, l'aînée de Gertrude Pond (1840–1917) et de Montgomery Hamilton (1843–1909), tous deux Américains, naît le 12 août 1867 à Dresde, en Allemagne. Peu après sa naissance, sa famille déménage aux États-Unis, où elle s'établit à Fort Wayne, en Indiana, où son grand-père Allen Hamilton s'est établi au début des années 1820. Edith passe sa jeunesse en compagnie des membres de sa famille élargie,. Elle a trois sœurs : Alice, Norah et Margaret. Dans son enfance, Edith Hamilton était déjà passionnée de littérature grecque et romaine. Après l'obtention de son diplôme de Master of Arts en 1894 au Collège Bryn Mawr, une université pennsylvanienne réservée aux femmes, elle part avec sa sœur Alice étudier à Leipzig et à Munich. 

## Liste des œuvres (sélection)

### En anglais
- The Ever-Present Past, éd.  W.W. Norton & Company, 1964,
- The Echo of Greece, éd.  W.W. Norton & Company, 1957,
- Witness to the Truth: Christ and His Interpreters, éd. W.W. Norton & Company, 1948, rééd. 1962,
- Mythology: Timeless Tales of Gods and Heroes, éd.  Back Bay Books, 1942, rééd. 1998,
- Spokesmen for God, éd. W.W. Norton & Company, 1936, rééd. 1962,
- The Prophets of Israel, éd. W.W. Norton & Company, 1936,
- The Roman Way, éd. W. W. Norton Company, 1932, rééd. 1993,
- The Greek Way, éd.  W. W. Norton & Co, 1930, rééd. 1993,

### En français
- Edith Hamilton (trad. Abeth de Beughem), La Mythologie : ses dieux, ses héros, ses légendes, éd. Marabout, 1978, 414 p. (ISBN 978-2-501-00264-6)